# كورت مولر (لاعب رماية)
كورت مولر هو لاعب رماية سويسري، ولد في 1934 في كرينز في سويسرا.

## وصلات خارجية
- كورت مولر على موقع الاتحاد الدولي (الإنجليزية)
- كورت مولر على موقع أوليمبيديا (الإنجليزية)